# Ooststellingwerf
Ooststellingwerf (vestfrisisk: Eaststellingwerf) er en kommune i provinsen Frisland i Nederlandene. Kommunens samlede areal udgør 226,08 km2 (hvoraf 1,70 km2 er vand) og indbyggertallet er på 26.484 indbyggere (2005).